# Malaiische Zibetkatze
Die Malaiische Zibetkatze (Viverra tangalunga) ist eine von vier Arten der Asiatischen Zibetkatzen innerhalb der Schleichkatzen. Sie ist in Südostasien auf der malaiischen Halbinsel und zahlreichen Inseln des Malaiischen Archipels, Indonesiens und der Philippinen beheimatet.

## Merkmale
Die Malaiische Zibetkatze hat einen schlanken Körper, sie erreicht eine Kopf-Rumpf-Länge von etwa 58,5 bis 95,0 Zentimetern und eine Schwanzlänge von 30 bis 48 Zentimetern.
Das Fell ist auf sandbraunem bis grauem Grund mit zahlreichen schwarzen Flecken bedeckt, die auf dem Rücken in ein Streifenmuster übergehen. An den Halsseiten und der Kehle befinden sich in der Regel drei schwarze und zwei weiße kragenähnliche Ringe. Das Fell ist lang und locker und bildet im Bereich der Wirbelsäule einen schwarzen Kamm aus aufrecht stehenden Haaren von den Schultern bis zum Schwanz. Der Schwanz ist ansonsten schwarz und weiß geringelt und die Füße sind schwarz.

## Verbreitung

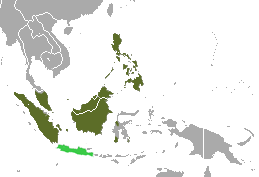
Verbreitungsgebiet (dunkelgrün) der Malaiischen Zibetkatze, Vorkommen auf Java (hellgrün) sind wahrscheinlich.

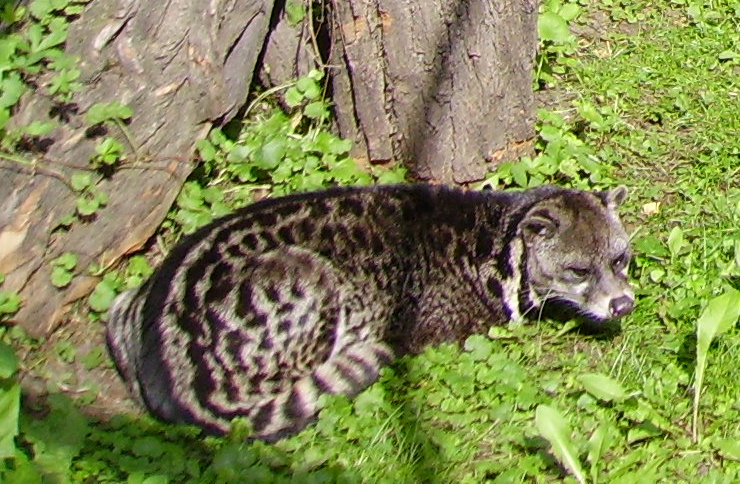
Malaiische Zibetkatze

Die Malaiische Zibetkatze kommt in Südostasien vor. Dabei umfasst das natürliche Verbreitungsgebiet die malaiische Halbinsel, Borneo, Sumatra und Belitung, Bangka, Lingga und Palawan, während die Vorkommen auf den übrigen Philippinen, auf den Natuna-Inseln und in Indonesien östlich der Wallace-Linie (Sulawesi, Molukken) auf den Menschen zurückzuführen ist.

## Belege
1. ↑  Barbara Lundrigan, Julie Harris: Viverra tangalunga im Animal Diversity Web der University of Michigan Museum of Zoology. Abgerufen: 30. Dezember 2011.
2. ↑  Geraldine Veron, Maraike Willsch, Victor Dacosta, Marie-Lilith Patou, Adrian Seymour, Celine Bonillo, Arnaud Couloux, Siew Te Wong, Andrew P. Jennings, Jörns Fickel & Andreas Wilting. 2014. The Distribution of the Malay Civet Viverra tangalunga (Carnivora: Viverridae) across Southeast Asia: Natural or Human-mediated Dispersal? Zoological Journal of the Linnean Society. 170(4); 917–932, DOI:10.1111/zoj.12110